# Froiz
Distribuciones Froiz, S.A. est une chaîne espagnole de grande distribution basée à Poio (Pontevedra) en Espagne. Elle est présente dans les régions espagnoles de Galice, Castille et Léon, Castille-La Manche, Madrid et dans le nord du Portugal. La société a été fondée à Pontevedra en 1970 par Magín Alfredo Froiz et reste une entreprise familiale. 
Il s'agit de la dix-septième entreprise ayant le chiffre d'affaires le plus élevé en Galice,. En octobre 2014, Froiz a acheté la chaîne de  supermarchés rivale Supermercados Moldes, devenant ainsi la troisième plus grande chaîne de supermarchés en Galice. 

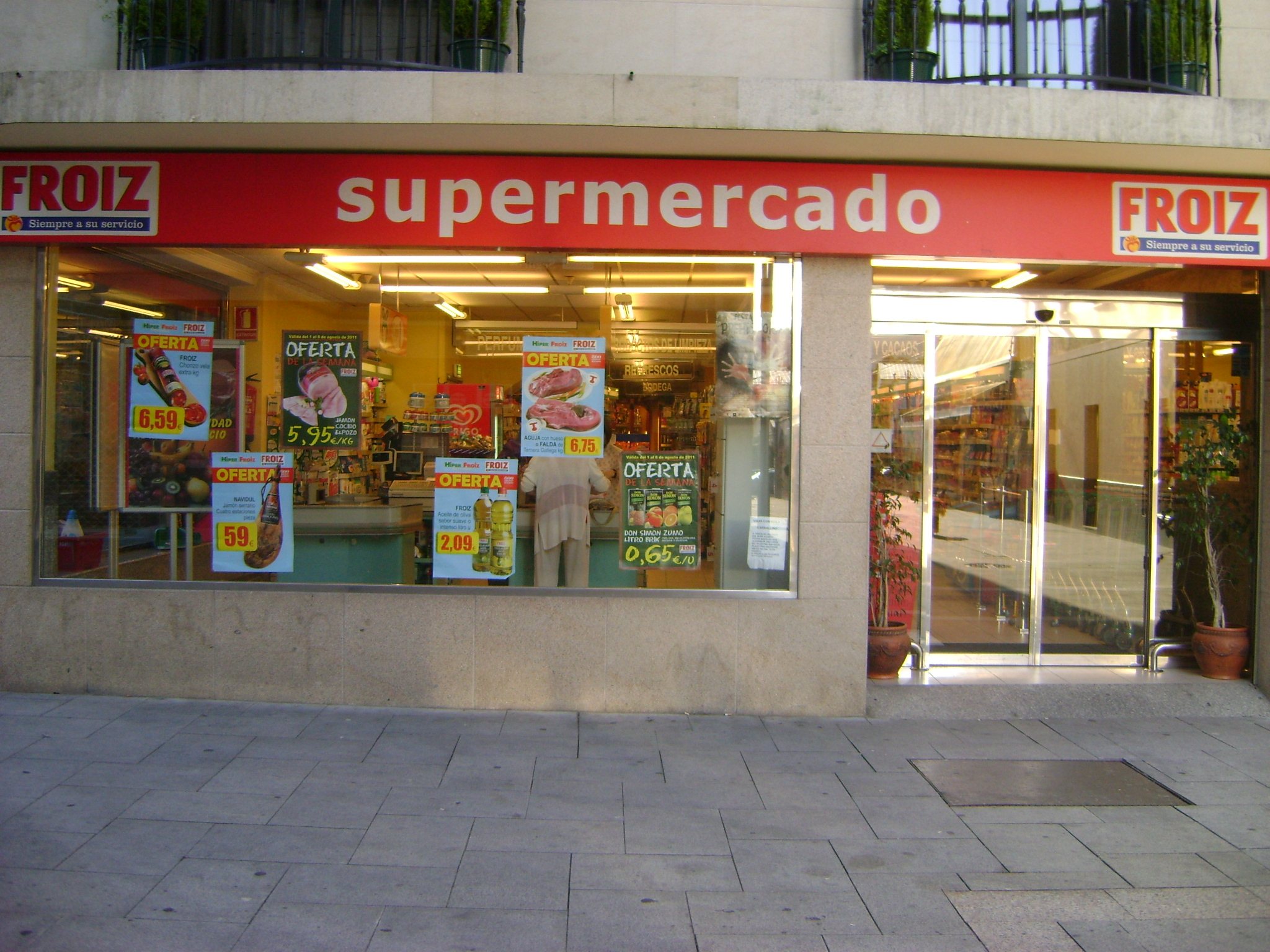
Supermarché Froiz

## Activité
Les activités de Froiz sont regroupées en quatre catégories, qui se différencient par leur taille et la gamme de produits vendus. Tandy ou Merca Mas est le nom donné aux magasins de proximité franchisés Froiz. On peut trouver beaucoup de produits de la marque de distributeur Froiz.
| Nom                 | Type de boutique                    | Nombre de magasins |
| ------------------- | ----------------------------------- | ------------------ |
| Supermercados Froiz | Supermarché                         | 227                |
| Hiper Froiz         | grande surface                      | 6                  |
| Cash Froiz          | Cash & Carry                        | 8                  |
| Tandy / Merca Mas   | Supérettes et magasins de proximité | 72                 |
| Total               | Total                               | 313                |

## Parrainage
Froiz est le propriétaire de l'équipe cycliste Grupo Deportivo Supermercados Froiz (Súper Froiz) et le sponsor principal de l'équipe cycliste de la Fondation Óscar Pereiro. 

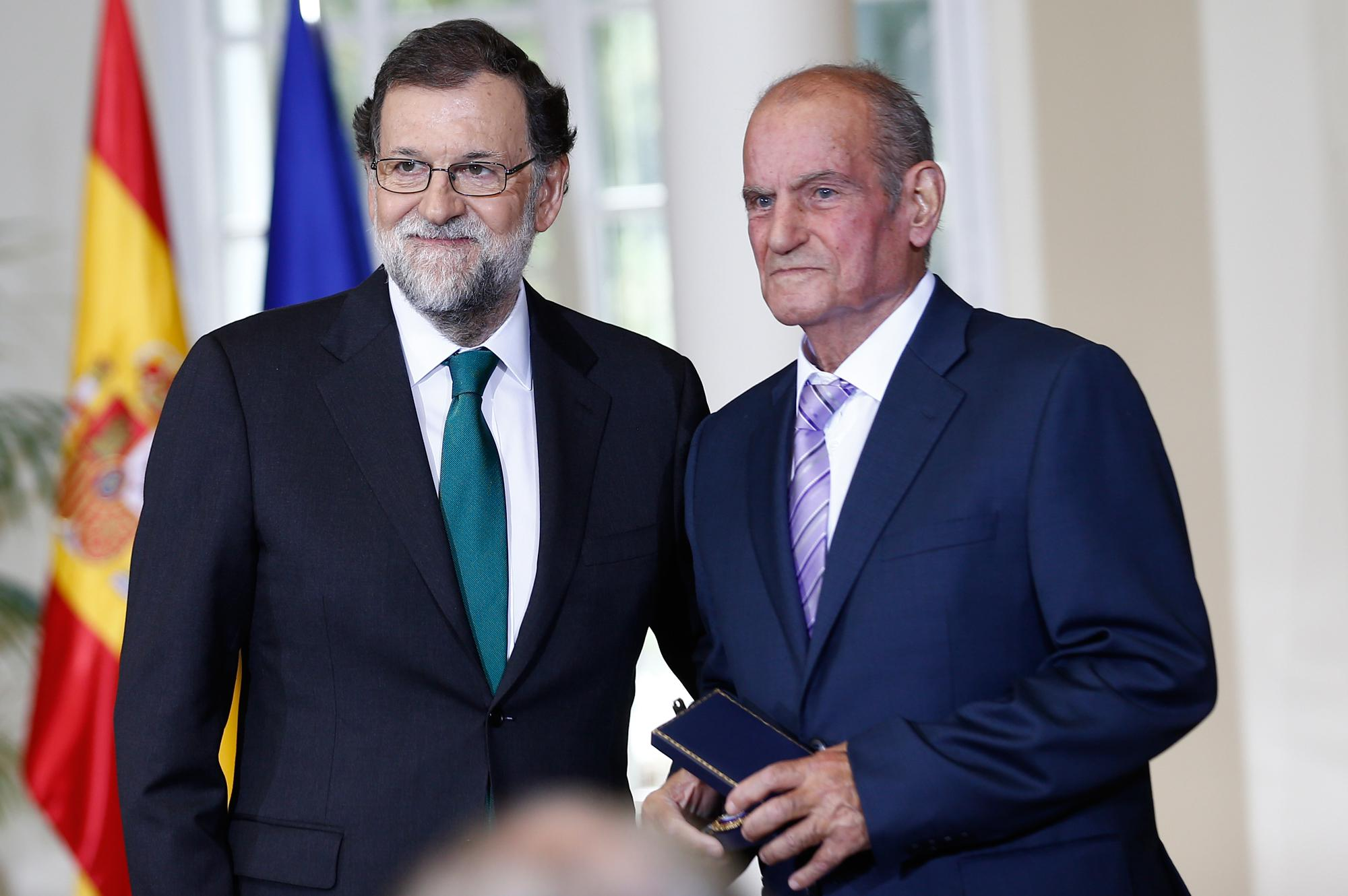
Mariano Rajoy et Magín Alfredo Froiz

## Voir également
- Liste d'enseignes de la grande distribution en Europe